# Ambianer

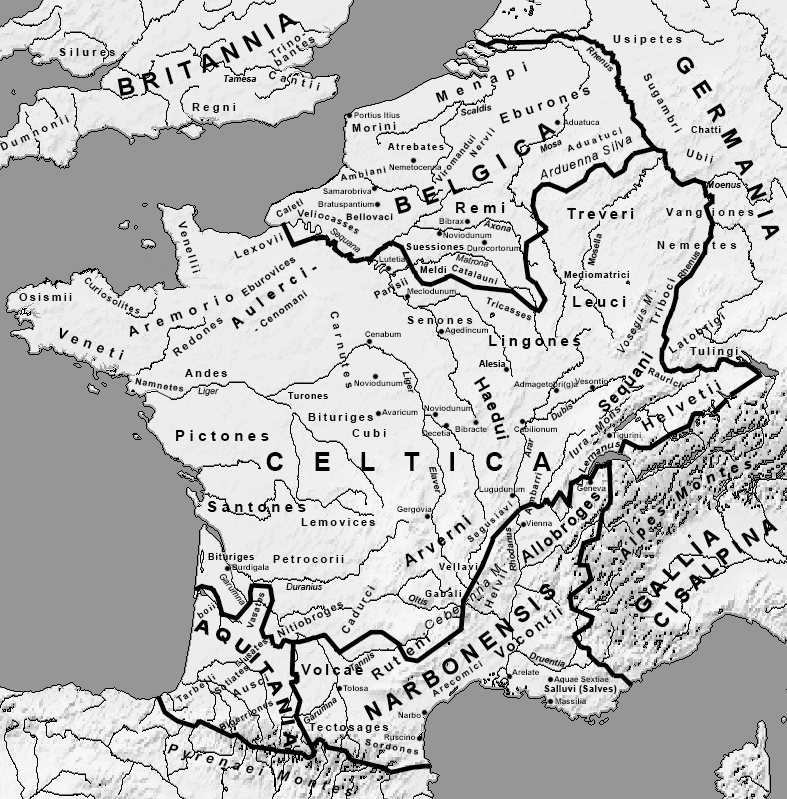
Karte Galliens, 1. Jahrhundert, nach der Provinzreform des Augustus

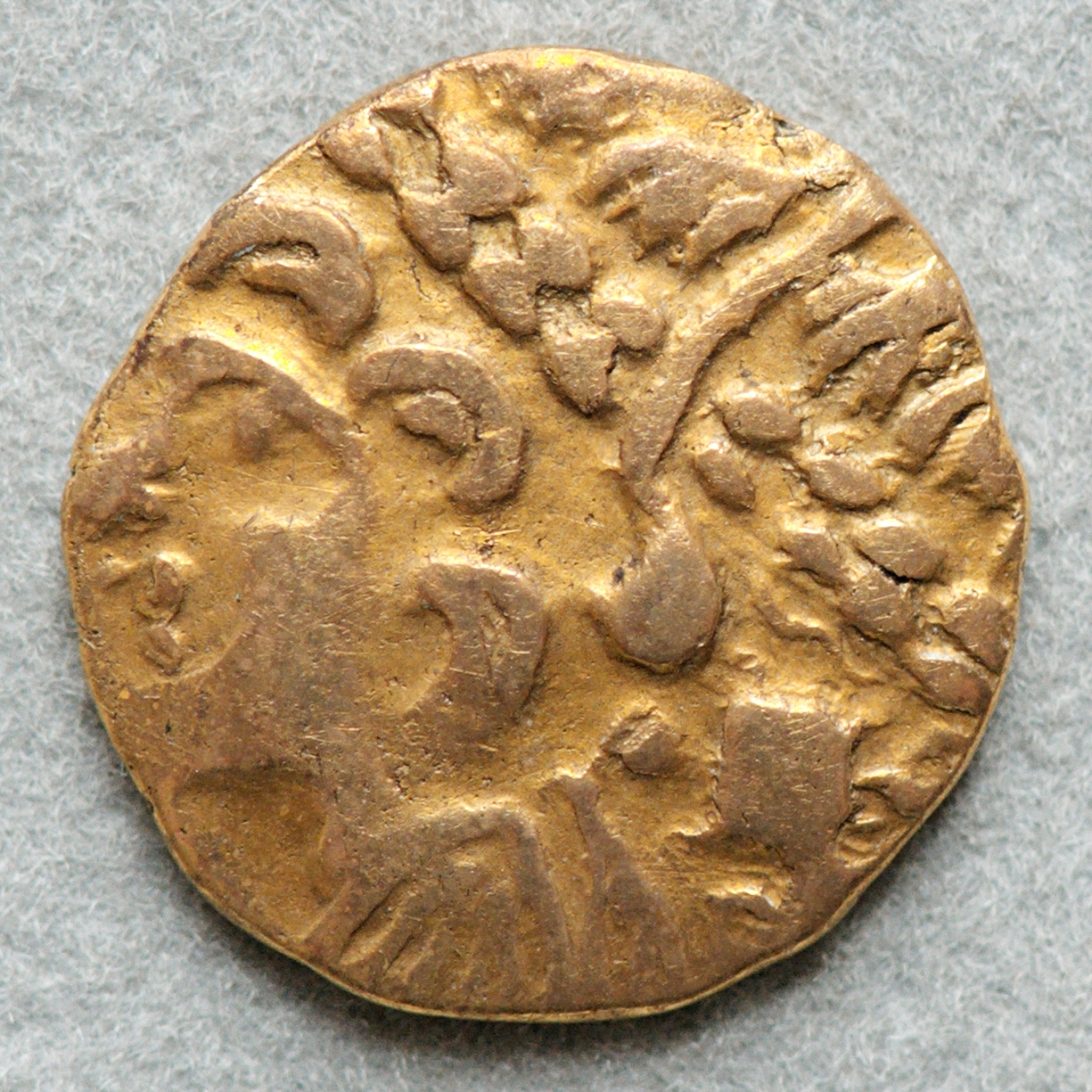
Goldmünze der Ambianer

Die Ambianer (lateinisch Ambiani) waren ein keltischer Stamm in Gallien in der Gegend des heutigen Amiens. 

## Siedlungsgebiet und Name
Die Ambianer siedelten an der Somme im Nordosten des heutigen Frankreichs. Sie lebten in unmittelbarer Nachbarschaft mit den Atrebaten, Nervier, Bellovaker und den Caleten. Der Stammesname der Ambianer bedeutete „jene von den zwei Seiten“, was wohl auf ihr Siedlungsgebiet zu beiden Seiten dieses Flusses hinweist.

## Widerstand gegen Rom
Die Ambianer werden schriftlich erstmals von dem römischen Feldherrn und Autor Julius Caesar in De Bello Gallico genannt, seinem Bericht über seine Kriege in Gallien. Sie waren mit 10.000 Kriegern im Jahr 51 v. Chr.  an der Koalition der Stämme der Bellovaker, Caleten, Aulercer, Veliocasser und Atrebaten unter der Führung des Correus und am Widerstand gegen die Eroberung des Nordens des heutigen Frankreichs durch Caesar beteiligt. Caesar rechnet die Ambianer zu den Belgen, Stämmen von in erster Linie keltischer Herkunft, die sich von Galliern  und Aquitanern in Sprache und Kultur unterschieden.

## Hauptstadt
Die Hauptstadt der Ambianer bildete das heutige Amiens. Unter römischer Besatzung erhielt die Siedlung den Namen Samarobriva (lat.: Brücke über die Somme).

## Münzen
Nach der Invasion der Römer unter Cäsars hatte die Koalition der belgischen Stämme begonnen, ihre Münzen mit fast gleichem Gewicht und ähnlicher Gestaltung zu schlagen.  Diese wurden nach dem Vorbild des zweiseitigen Ty der Ambianer geschaffen und waren weit verbreitet und in Gebrauch. Sie waren eine in Gewicht und Reinheit stabile Währung und eine der ersten Währungen verbündeter Völker.